# Adenopodia spicata
Adenopodia spicata är en ärtväxtart som först beskrevs av Ernst Meyer, och fick sitt nu gällande namn av Karel Presl. Adenopodia spicata ingår i släktet Adenopodia och familjen ärtväxter. Inga underarter finns listade i Catalogue of Life.